# Мустапић
Мустапић је насеље у Србији у општини Кучево у Браничевском округу. Према попису из 2022. било је 507 становника.

## Демографија
У насељу Мустапић живи 611 пунолетних становника, а просечна старост становништва износи 46,0 година (44,6 код мушкараца и 47,3 код жена). У насељу има 256 домаћинстава, а просечан број чланова по домаћинству је 2,89.
Ово насеље је углавном насељено Власима (према попису из 2002. године).
|  |

| Демографија | Демографија | Демографија |
| Година      | Становника  | Становника  |
| ----------- | ----------- | ----------- |
| 1948.       | 1.569       |             |
| 1953.       | 1.582       |             |
| 1961.       | 1.590       |             |
| 1971.       | 1.506       |             |
| 1981.       | 1.476       |             |
| 1991.       | 1.319       | 908         |
| 2002.       | 740         | 1.276       |
| 2011.       | 596         |             |

| Етнички састав према попису из 2002.‍ | Етнички састав према попису из 2002.‍ | Етнички састав према попису из 2002.‍ | Етнички састав према попису из 2002.‍ | Етнички састав према попису из 2002.‍ |
| ------------------------------------ | ------------------------------------ | ------------------------------------ | ------------------------------------ | ------------------------------------ |
|                                      |                                      |                                      |                                      |                                      |
| Власи                                | Власи                                |                                      | 512                                  | 69,18%                               |
| Срби                                 | Срби                                 |                                      | 212                                  | 28,64%                               |
| Румуни                               | Румуни                               |                                      | 8                                    | 1,08%                                |
| непознато                            | непознато                            |                                      | 4                                    | 0,54%                                |

| Година пописа     | 1948. | 1953. | 1961. | 1971. | 1981. | 1991. | 2002. |
| ----------------- | ----- | ----- | ----- | ----- | ----- | ----- | ----- |
| Број домаћинстава | 367   | 363   | 370   | 351   | 328   | 294   | 256   |

| Број чланова      | 1  | 2  | 3  | 4  | 5  | 6  | 7 | 8 | 9 | 10 и више | Просек |
| ----------------- | -- | -- | -- | -- | -- | -- | - | - | - | --------- | ------ |
| Број домаћинстава | 63 | 82 | 23 | 32 | 34 | 12 | 6 | 4 | 0 | 0         | 2,89   |

| Пол    | Укупно | Неожењен/Неудата | Ожењен/Удата | Удовац/Удовица | Разведен/Разведена | Непознато |
| ------ | ------ | ---------------- | ------------ | -------------- | ------------------ | --------- |
| Мушки  | 296    | 36               | 212          | 38             | 8                  | 2         |
| Женски | 333    | 28               | 210          | 86             | 9                  | 0         |
| УКУПНО | 629    | 64               | 422          | 124            | 17                 | 2         |

| Пол    | Укупно                    | Пољопривреда, лов и шумарство | Рибарство                            | Вађење руде и камена | Прерађивачка индустрија       |
| ------ | ------------------------- | ----------------------------- | ------------------------------------ | -------------------- | ----------------------------- |
| Мушки  | 152                       | 100                           | 0                                    | 4                    | 5                             |
| Женски | 87                        | 71                            | 0                                    | 0                    | 3                             |
| УКУПНО | 239                       | 171                           | 0                                    | 4                    | 8                             |
| Пол    | Производња и снабдевање   | Грађевинарство                | Трговина                             | Хотели и ресторани   | Саобраћај, складиштење и везе |
| Мушки  | 1                         | 3                             | 16                                   | 4                    | 8                             |
| Женски | 0                         | 0                             | 7                                    | 1                    | 0                             |
| УКУПНО | 1                         | 3                             | 23                                   | 5                    | 8                             |
| Пол    | Финансијско посредовање   | Некретнине                    | Државна управа и одбрана             | Образовање           | Здравствени и социјални рад   |
| Мушки  | 1                         | 0                             | 0                                    | 2                    | 0                             |
| Женски | 0                         | 1                             | 1                                    | 1                    | 0                             |
| УКУПНО | 1                         | 1                             | 1                                    | 3                    | 0                             |
| Пол    | Остале услужне активности | Приватна домаћинства          | Екстериторијалне организације и тела | Непознато            | Непознато                     |
| Мушки  | 3                         | 0                             | 0                                    | 5                    | 5                             |
| Женски | 1                         | 0                             | 0                                    | 1                    | 1                             |
| УКУПНО | 4                         | 0                             | 0                                    | 6                    | 6                             |